# 래리 페이지
로렌스 에드워드 '래리' 페이지(영어: Lawrence Edward "Larry" Page, 1973년 3월 26일 ~)는 미국의 기업인이자 세르게이 브린과 함께 구글의 공동 창업자인 컴퓨터 과학자이다. 2011년 4월 4일에 에릭 슈밋의 뒤를 이어 구글의 최고경영자 자리를 맡았다. 2018년 6월, 페이지의 개인 재산은 포브스 선정 억만장자 목록 9위인 534억 달러일 것으로 추산한다.
페이지는 구글의 검색 랭킹 알고리즘의 기초인 페이지랭크의 창안자이며, 그와 브린은 서로 약 16%의 주식을 보유하고 있다.
구글에서 매년 진행하고 있는 4월 1일 만우절 행사도 래리 페이지가 구글 회장일 때 시작된 것이다.

## 경력
- 미시간 대학교 컴퓨터공학 학사
- 스탠퍼드 대학교 컴퓨터과학 석사
- Google CEO

## 수상
- 2002년 세계 경제 포럼 내일을 위한 글

## 개인의 삶
2007년에 페이지는 리차드 브랜슨이 소유한 카리비안의 넥커 섬에서 루신다 사우드워드와 결혼을 하였다. 그의 부인 사우드워드는 과학자이며 여배우 캐리 사우드워드와 자매 관계이다. 페이지와 사우드워드 사이에는 두 명의 자녀가 있으며 2009년과 2011년에 태어났다.
2011년에 페이지는 4천 5백만불짜리인 193 피트의 호화요트 센시스를 구입하였다.